# Angličan v New Yorku
Angličan v New Yorku (v originále An Englishman in New York) je britský hraný film z roku 2009, který režíroval Richard Laxton. Film zachycuje život britského spisovatele a herce Quentina Crispa v New Yorku. Snímek měl světovou premiéru na Mezinárodním filmovém festivalu Berlinale 7. února 2009.

## Děj
V roce 1979 byl v Americe uveden životopisný televizní film Obnažený státní úředník pojednávající o osudech svobodomyslného homosexuálního spisovatele Quentina Crispa v konzervativní Anglii. V Americe získal film proslulost a Crisp je pozván na turné. Crisp se rozhodne ve svobodomyslném New Yorku zůstat. Využívá své popularity a v divadlech vystupuje se svou one man show s názvem How to Be Happy, ve které ironicky odpovídá na dotazy z publika. Rovněž začne psát filmové kritiky do časopisu The Village Voice, který vydává Phillip Steele. Z obou mužů se stanou dlouholetí přátelé.
Na jednom z představení se Quentin Crisp vyjádří o rozmáhající se nemoci AIDS, že se jedná jen o další módní vlnu. Získá si tím mezi homosexuály velké množství nepřátel. Jeho plánovaná vystoupení jsou odřeknuta, jeho turné k nové knize odloženo. Stále osamělejší Quentin Crisp je jednoho dne v kavárně osloven mladým umělcem Patrickem Angusem. Obdivuje Crispa a chtěl by znát názor na jeho malby. Crisp se s Angusem během doby sblíží. Quentin se mu snaží dohodnout výstavu v galerii, což se nedaří. Nicméně přemluví Phillipa Steela, aby některé kresby publikoval ve svém časopise. Tím se podaří Agnusovy malby proslavit a konečně najít galerii, která je vystaví. Nicméně Patrick krátce na to umírá na AIDS.
V 90. letech začne Quentin Crisp opět vystupovat před publikem spolu s umělkyní Penny Arcade. Quentin Crisp umírá v roce 1999 během svého pobytu v Anglii. Jeho popel je rozprášen v jeho oblíbeném New Yorku.

## Obsazení
| John Hurt        | Quentin Crisp  |
| Denis O'Hare     | Phillip Steele |
| Jonathan Tucker  | Patrick Angus  |
| Cynthia Nixonová | Penny Arcade   |
| Swoosie Kurtz    | Connie Clausen |

## Ocenění
- Berlinale: speciální cena Teddy pro Johna Hurta
- Lesbisch Schwulen Filmtagen in Hamburg: cena publika GLOBOLA za nejlepší film
- Schwule Filmwoche Freiburg: cena publika